# NGR Hendrie C
Die Fahrzeuge des Typs Hendrie C der Natal Government Railways (NGR) waren Schlepptender-Dampflokomotiven mit der Achsfolge 2'C1' (Pacific). 
Nachdem die zwei von der North British Locomotive Company gelieferten Lokomotiven des Typs Hendrie A den Bedarf nicht decken konnten, bauten die NGR zwei weitere Pacifics nach Hendries Entwurf in ihren Bahnwerkstätten in Durban. Sie waren eng an die Hendrie A angelehnt, hatten jedoch bei gleichen Zylinderabmessungen etwas größere Kuppelräder, eine außenliegende Heusinger-Steuerung, einen geringfügig höheren Kesseldruck und ein anderes Führerhaus. Sie erhielten die Bahnnummern 11 und 12. 
Als die NGR 1910 in die South African Railways (SAR) aufgingen, wurden die Maschinen mit den Bahnnummern 765 und 766 als Klasse 2C übernommen (die Klassen 2A und 2B hat es nicht gegeben). Sie waren bis 1936 im Einsatz, zuletzt in Ost-Transvaal. Kein Exemplar ist erhalten geblieben.